# Militärische Situation Islands

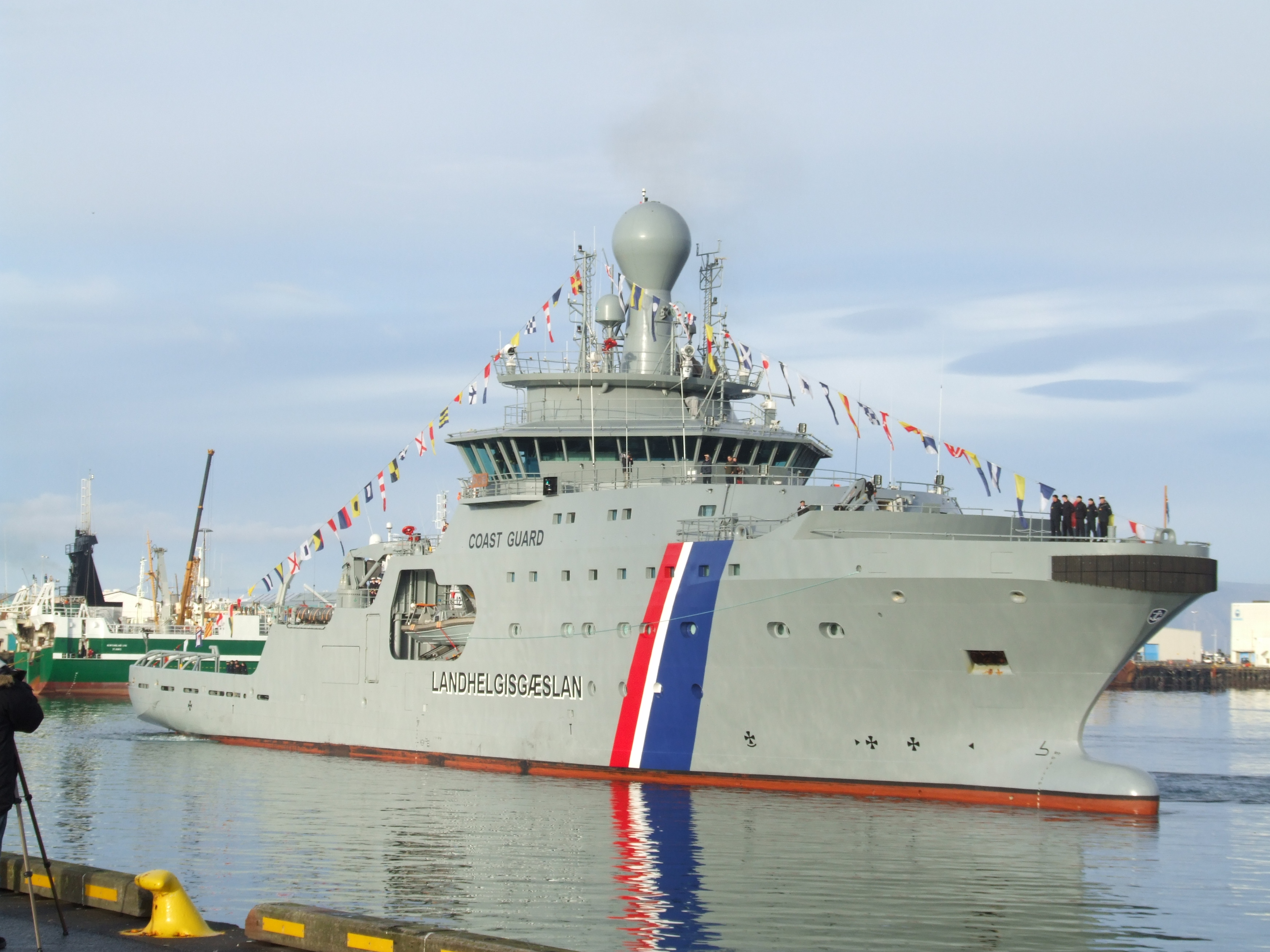
Das isländische Flaggschiff V/s Þór in Reykjavík, 27. Oktober 2011

Die militärische Situation Islands wird durch den Umstand geprägt, dass das Land keine regulären Streitkräfte unterhält. Bis 1944 stand die Insel unter dänischer Herrschaft, nach der Unabhängigkeit verzichtete man auf die Gründung eigener Streitkräfte. Island unterhält einzelne Einheiten, die von der Kooperation und Interaktion mit verbündeten Streitkräften abhängig sind. Der Beitritt zur NATO erfolgte 1949 unter der Prämisse, keine eigenen Streitkräfte unterhalten zu müssen. 1995 wurde dieser Status bekräftigt, als Regelungen zum Unterhalt einer Armee aus der Verfassung gestrichen wurden.
Im Zweiten Weltkrieg wurde die Insel 1940 von britischen Truppen besetzt, ab 1941 waren US-amerikanische Truppen auf der Insel stationiert. Ihre Stationierung diente der Sicherung von Nachschubkonvois gegen deutsche U-Boote. Nach dem Beitritt des Landes zur NATO und dem Ausbruch des Korea-Krieges wurde 1951 die Iceland Defense Force unter US-Kommando geschaffen, der neben US-Soldaten auch isländische Zivilisten sowie Soldaten anderer NATO-Staaten angehörten, und die die außenpolitische Sicherheit Islands garantieren sollte. Als Teil der GIUK-Lücke, einer Linie zwischen Grönland und den britischen Inseln, nahm Island im Kalten Krieg eine herausragende Rolle in der US-Militärstrategie zur Unterbindung von Durchbrüchen sowjetischer Verbände aus dem Nordpolarmeer in die Weiten des Atlantiks ein. Der Überwachung dienten sowohl Radarstationen auf der Insel als auch Patrouillen von Kampfflugzeugen.
2006 kündigten die USA einseitig das dem Verband zugrunde liegende Statut, (siehe Agreement Between the United States and the Republic of Iceland, May 5, 1951). Seitdem verhandeln die Regierungen der beiden Länder über Alternativen. Im Frühjahr 2007 wurden Verträge mit Norwegen und Dänemark zur Luftraum- und Küstenüberwachung unterzeichnet. Der dezidierte Aufgabenbereich der beiden Länder muss jedoch erst definiert werden. Aufgrund des Abzuges der US-amerikanischen Einheiten verstärkt die isländische Regierung die Zusammenarbeit mit den nordischen bzw. europäischen Staaten.

## Beitrag zur NATO
Islands Beitrag zum gemeinsamen Verteidigungsbündnis besteht darin, eindeutig eingegrenzte Teile des Staates zwecks militärischer Nutzung kostenlos zur Verfügung zu stellen. Die bedeutendste dieser Anlagen war bis 2006 die Marineluftwaffenbasis Keflavík, die hauptsächlich von US-amerikanischen Streitkräften, aber auch von denen Dänemarks und Norwegens betrieben wurde. Nach 2006 wurde die militärische Präsenz von NATO-Partnern auf ein Minimum reduziert.
In regelmäßigen Zyklen werden Einheiten aus allen NATO-Mitgliedsländern nach Keflavík entsandt, um Manöver durchzuführen (siehe Air Policing Island). Mit dem Abzug der Lockheed P-3-Überwachungsflugzeuge werden die vorwiegenden Anti-U-Boot-Übungen eingestellt.
Neben der günstigen Überlassung bestimmter Territorien hat sich Island bereit erklärt, allgemeine Aufgaben der NATO mitzufinanzieren. In den letzten Jahren wurde Island mehr in Planung und Strategie der NATO einbezogen. Island war Ausrichter der NATO-Außenministerkonferenz in Reykjavík im Jahr 1987 und nimmt an den zweijährlichen Übungen namens Northern Viking teil. Die isländische Hauptstadt war bereits im Jahr zuvor Ort des Gipfeltreffens zwischen Reagan und Gorbatschow. 1997 wurde im Rahmen der Partnerschaft für den Frieden erstmals das Manöver mit der Bezeichnung Cooperative Safeguard (zu dt. ungefähr: „kooperative Sicherung“) ausgerichtet. Dieses war das bisher einzige multilaterale Manöver der NATO, an dem Russische Streitkräfte beteiligt waren.

## Stationierungsstatuten
Die USA und Island betrachten die seit dem Zweiten Weltkrieg bestehende Stationierung amerikanischer Truppen als Fundament der bilateralen Außen- und Verteidigungsbeziehungen. Das Agreed-Minute-Protokoll, das wesentliche Regelungen bezüglich der in Island stationierten Kräfte enthält, wurde zuletzt im Jahre 2001 erneuert. Die USA drängten aufgrund der zunehmenden Beanspruchung ihrer Streitkräfte weltweit auf Neuverhandlungen, vor allem, weil die isländische Regierung nur durch massiven Widerstand den Abzug der vier verbliebenen F-15C-Abfangjäger der US Air Force verhindern konnte.
Im Laufe der Verhandlungen bot die isländische Seite den USA an, die Leitung des Stützpunkts Keflavík zu übernehmen und den Abzug der amerikanischen HH-60G Pave Hawk-Hubschrauber dadurch zu kompensieren, dass die Luftflotte der isländischen Küstenwache dort stationiert werde. Dafür sollte die Jagdstaffel weiterhin in Keflavík stationiert werden. Die US-Regierung verkündete einseitig am 15. März 2006 den Abzug der US-Streitkräfte bis Ende September des Jahres. Am 30. September 2006 verließen die letzten auf Island stationierten US-Soldaten das Land.

## Waffengattungen

### Krisenreaktionseinheit
Das Außenministerium Islands unterhält eine kleine militärische Expeditionseinheit namens Íslenska friðargæslan (,Krisenreaktionseinheit‘), die offizielle, englischsprachige Bezeichnung lautet Icelandic Crisis Response Unit. Sie wird von der norwegischen Armee ausgebildet und ausgerüstet und setzt sich aus fachlich geeigneten Zivilisten sowie Mitgliedern der isländischen Polizei und Küstenwache zusammen. Wesentliche Einsätze der Einheit bestanden z. B. im Rahmen von Friedenserzwingungen darin, die Flughäfen in den Hauptstädten Afghanistans und des Kosovo zu betreiben. Darüber hinaus hatte die Einheit Beobachter nach Sri Lanka und in den Norden Afghanistans entsandt.
Drei Angehörige der Einheit wurden bei einem Selbstmordanschlag in Kabul im Oktober 2004 verletzt. Infolge des Attentats sah sich der Kommandeur der Einheit, Oberst Halli Sigurðsson, schwerer Kritik an seinem Führungsstil ausgesetzt, da er u. a. zum Zeitpunkt des Attentats in einem unsicheren Teil der Stadt einkaufen gegangen war. Für die innenpolitische Debatte war der unklare juristische Status der Einheit von größerer Bedeutung. Als nationale Zeitungen Bilder von schwer bewaffneten Mitgliedern der Einheit abdruckten und „Wenn dies kein Soldat ist, was ist es dann?“ titelten, beschuldigte die Opposition die Regierung, durch Sachzwänge eine Armee „durch die Hintertür“ ausheben zu wollen. Laut Davíð Oddson, dem damaligen Außenminister, waren die Friedenstruppen internationalem Recht und den Statuten der NATO zufolge Soldaten wie die anderer Nationen auch. Dennoch sei die faktische Bezeichnung hermaður (isländisch: ‚Soldat‘) aufgrund der unmilitärischen Ausbildung und Ausrüstung unangemessen.

### Einsätze der Icelandic Crisis Response Unit
- Afghanistan: ISAF
- Bosnien und Herzegowina: EUPM
- Irak: NATO Training Mission – Iraq (NTM-I) (und die Küstenwache im Rahmen des Danish Contingent/Irak)
- Kosovo: KFOR
- Libanon: United Nations Mine Action Coordination Centre South Lebanon (MACC-SL)
- Sri Lanka (Tamilen-Gebiete): Sri Lanka Monitoring Mission (eine gemeinsame skandinavische Beobachtungsmission – im Jahr 2008 beendet)

### Luftüberwachungsbehörde
Die isländische Regierung betreibt eine Behörde, die mittels Radar den Luftraum überwacht. Íslenska Loftvarnarkerfið (,isländisches Luftverteidigungssystem‘, engl. Iceland Air Defense System) wurde 1987 gegründet und betreibt vier Radaranlagen nebst Software- und Versorgungseinrichtungen sowie einem Kommando- und Rapportzentrum. Wie Íslenska friðargæslan ist diese Behörde dem Verteidigungsressort des isländischen Außenministeriums zur Rechenschaft verpflichtet.

### Küstenwache
Die Wurzeln der isländischen Küstenwache namens Landhelgisgæslan liegen in den 1920er Jahren. Seit dieser Zeit besteht ihre Aufgabe darin, die Kabeljau-Vorkommen in den Hoheitsgewässern der Insel zu schützen und allen Menschen in Seenot zu helfen.
Die mehrfache Erweiterung der isländischen Hoheitsgewässer auf bis zu 200 Seemeilen bis zum Jahr 1975 führte zu mehreren Auseinandersetzungen mit der britischen Royal Navy, den sogenannten Kabeljaukriegen. Auch wenn in diesem nur wenige Schüsse abgefeuert wurden, werden die an diesen Auseinandersetzungen Beteiligten, insbesondere die Schiffskapitäne, inoffiziell als Nationalhelden angesehen.

### Spezialeinheit der Polizei
Die Sérsveit ríkislögreglustjóra (,Spezialeinheit des nationalen Polizeikommandeurs‘), informelle Bezeichnung Víkingasveitin (,Wikingereinheit‘), ist eine polizeiliche Spezialeinheit zur Bewältigung von Krisensituationen. Die Einheit orientiert sich an der deutschen GSG9 und dem britischen Special Air Service und setzt sich aus speziell ausgebildeten Angehörigen der Polizei zusammen. Zum Aufgabenspektrum gehören die nationale Sicherheit, Antiterroreinsätze, die Sicherheit von Staatsgästen sowie die Unterstützung der Polizei, soweit letzteres erforderlich ist. Die „Wikinger“ gliedern sich in fünf Züge, die auf verschiedene Aufgaben spezialisiert sind:
- Einsatz und Entschärfung von Sprengstoffen
- Bootszug zum Einsatz auf und unter dem Wasser
- ein Scharfschützenzug zur gezielten Tötung von Feinden und zur Aufklärung
- ein Team zum nachrichtendienstlichen Einsatz
- eine Fallschirmjägereinheit zur Sicherung von Häfen, für Überraschungsangriffe und Geiselbefreiungen aus Flugzeugen

Mitglieder dieser Einheit waren im Rahmen der NATO bereits auf dem Balkan und in Afghanistan aktiv. Ursprünglich unterstand die Einheit dem Polizeichef von Reykjavík, im Jahr 2004 wurde der Oberbefehl jedoch per Gesetz auf den Nationalen Polizeikommandeur übertragen.